# Бо Їбо
Бо Їбо (кит.: 薄一波; 17 лютого 1908 — 15 січня 2007) — китайський політик. Був одним із найвищих політичних діячів Китаю в 1980-1990-х роках.
Вступив до Комуністичної партії Китаю в 17 років, працював організатором Комуністичної партії у своєму рідному місті Тайюань, Шаньсі. У 1928 році зі штабу в Тяньцзіні його підвищили до організації комуністичних партизанських рухів у північному Китаї, але в 1931 році він був заарештований і ув'язнений поліцією Гоміндану. У 1936 році, за мовчазної підтримки Комуністичної партії, Бо підписав антикомуністичне зізнання. забезпечити його звільнення. Після звільнення Бо повернувся до Шаньсі, знову приєднався до комуністів і воював як проти Гоміндану, так і проти Японської імперії на півночі Китаю, доки комуністи не завершили об'єднання материкового Китаю в 1949 році.